# Mark Elder
Pour les articles homonymes, voir Elder.
Mark Philip Elder (né le 2 juin 1947 à Hexham) est un chef d'orchestre britannique. Il est le directeur musical du Hallé Orchestra de Manchester.

## Biographie
Mark Elder est né à Hexham (Northumberland), d'un père dentiste. Il joue du basson lorsqu'il est à l'école primaire et à la Bryanston School, dans le Dorset, où il est l'un des meilleurs musiciens (basson et claviers) de sa génération. Il entre au Corpus Christi College de Cambridge, où il étudie la musique et en retour chante en tant que choral scholar. Plus tard, il est le protégé du chef d'opéra, Edward Downes et acquiert de l'expérience dans la direction des opéras de Verdi à l'Opéra de Sydney en Australie.
Elder et sa femme Mandy, ont une fille, Katie.

### English National Opera
De 1979 à 1993, Elder est le directeur musical de l'English National Opera (ENO). Il faisait partie de la « Power House », l'équipe qui inclut également le directeur général, Peter Jonas et directeur artistique, David Pountney, qui ont donné à l'ENO plusieurs années de succès de productions,. Elder sert parallèlement en tant que principal chef invité de l'Orchestre symphonique de Birmingham (1992-1995) et directeur musical de l'Orchestre philharmonique de Rochester (1989-1994). Il a également occupé des postes de premier chef Invité de l'Orchestre symphonique de la BBC (1982-1985) et des London Mozart Players (1980-1983).

### Hallé
Elder est nommé directeur musical du Hallé Orchestra en 1999. Son premier concert en tant que directeur de la musique est donné en octobre 2000.
Il propose plusieurs nouvelles idées pour des concerts. Parmi celles-ci, figure l'abandon de la traditionnelle soirée de concert en costume. Elder est généralement considéré comme ayant restauré de hautes normes musicales pour l'orchestre, après une période où la continuité de l'existence de l'orchestre était en doute. En 2004, il signe un contrat qui prolonge son mandat de 2005 à 2008, outre une option de prolongation de deux ans à la fin de la période,.
En mai 2009, l'orchestre annonce la prolongation de l'ancien contrat jusqu'à 2015 et en novembre 2013, le Hallé annonce la poursuite de l'extension de contrat « au moins jusqu'en 2020 »,. Elder est président du London Philharmonic Choir depuis 2014.

### Déclarations publiques
Elder réalise son premier concert de clôture (The Last Night) des Proms en 1987. Il est également programmé en 1990, mais ses remarques au sujet de la nature de certaines des sélections traditionnelles des Proms, dans le contexte de l'imminence de la première guerre du Golfe, provoquent l'annulation de cet engagement. En 2006, il fait son retour pour la direction de l'Orchestre symphonique de la BBC lors de la « Dernière nuit » ; il y utilise le traditionnel discours à la fin du concert pour critiquer les restrictions en matière de bagages dans les avions mises en place à la suite de la découverte de projets d'attentats sur les lignes transatlantiques, restrictions qui touchent les musiciens à qui il est interdit d'emporter leurs instruments dans les avions. En faisant référence au fait que les ordinateurs portables sont alors autorisés en cabine, Elder dit : « ...il me semble que l'année prochaine nous devrions tous nous réjouir du Concerto pour ordinateur portable et orchestre,. » Il y fait aussi un plaidoyer pour les enfants, pour qu'on leur donne plus d'occasion de chanter à l'école.

### Honneurs
Elder a été nommé Commander of the Order of the British Empire (CBE) lors des cérémonies d'anniversaire de la reine en 1989. Il a remporté un Olivier Award en 1991 pour son travail remarquable à l'English National Opera et en 2006 il a reçu le prix des chefs d'orchestre de la Royal Philharmonic Society. En avril 2007, Elder était l'un des huit chefs d'orchestre britanniques à approuver les 10 ans du manifeste de sensibilisation à la musique classique, « Bâtir sur l'excellence : orchestres pour le XXIe siècle », pour accroître la présence de la musique classique au Royaume-Uni, notamment en donnant libre accès à tous les écoliers britanniques à un concert de musique classique. Elder a reçu un Knight Bachelor lors des cérémonies d'anniversaire de la reine en juin 2008,.

### L'orchestre de l'Âge des Lumières
En plus d'être impliqué dans des orchestres, Elder est devenu « artiste principal » de l'orchestre de l'âge des Lumières en décembre 2011. Comme indiqué dans l'article : « Son premier projet avec l'OAE comme artiste principal était [de donner] une interprétation du Romeo et Juliette de Berlioz, le 18 février 2012 au Royal Festival Hall de Londres ».

### Style
Décrivant son propre style de direction, Elder déclare que, contrairement à Adrian Boult, célèbre pour ne jamais transpirer :

« Je suis chef assez physique. Je me souviens qu'Adrian Boult, en coulisses après les Proms 1978, portait une chemise bleu clair, fraîchement repassée. Il me dit : « Je vois que vous êtes l'un des plus moites. »

### Enregistrements
Elder enregistre pour les labels Hyperion, NMC, Chandos, Opera Rara et Glyndebourne, ainsi que pour le propre label de l'orchestre de Hallé. En plus de sa carrière de direction et d'enregistrement, Elder écrit aussi sur la musique pour The Guardian et d'autres journaux.